# Guinness dei primati
Il Guinness dei primati (in inglese Guinness World Records) è un libro edito annualmente dal 27 agosto 1955, che raccoglie tutti i primati del mondo, da quelli naturali a quelli umani, a quelli più originali.

## Storia

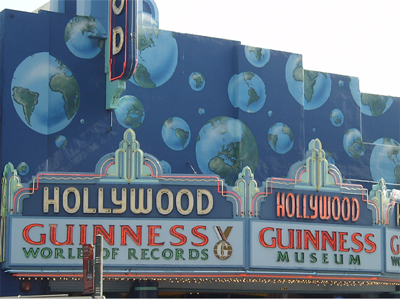
Il museo del Guinness dei primati a Hollywood

L'idea di collezionare ogni possibile tipo di primato venne il 4 maggio 1951 a Hugh Beaver, amministratore delegato delle birrerie Guinness di Dublino, il quale, durante il ricevimento che seguì una battuta di caccia, osservò come alcuni pivieri dorati fossero riusciti a fuggire grazie alla loro velocità; nacque così tra gli astanti una discussione tesa a definire se il piviere dorato fosse o meno l'uccello più veloce esistente in Europa. Il nome della raccolta di primati deriva proprio da quello delle birrerie Guinness e viene mantenuto tuttora anche se da molti anni il libro e l'industria non sono più associati. I nuovi editori del libro hanno deciso di mantenere il nome per mantenere i legami con il passato, mentre le birrerie non hanno protestato perché lo hanno visto come un modo vantaggioso di farsi pubblicità senza essere sponsor del libro.
Beaver pensò che discussioni come quelle relative al piviere dorato fossero molto frequenti ed ebbe l'idea di creare un libro dove chiunque potesse soddisfare la propria curiosità in ambito di record. Così si rivolse ai gemelli Norris e Ross McWhirter, specialisti di record di atletica, e a loro affidò la stesura della prima edizione del Guinness dei primati.
Il libro uscì il 27 agosto 1955: il successo fu istantaneo; anche dopo la scomparsa dei McWhirter, il testo è il libro soggetto a copyright più venduto al mondo (e il terzo in assoluto dopo Bibbia e Corano), avendo venduto più di 100 milioni di copie in 100 paesi diversi (il record è esibito nello stesso libro).
Nell'edizione del 2007 vengono battuti due tra i più famosi record del Guinness dei primati: l'uomo vivente più alto del mondo (Bao Xishun, 2,36 m, superato nel 2008 da Leonid Stadnyk, 2,57 m) e l'uomo più tatuato del mondo (Lucky Diamond Rich). Il primo però verrà annullato dopo il rifiuto dell'ucraino di sottoporsi ad altre misurazioni.
Dal 1955, quando fu pubblicata la prima edizione del libro, alcuni record non sono mai cambiati; tra di essi vi è l'eclissi solare più lunga.

### Edizione
- (EN) Guinness World Records 2020, Vancouver, Jim Pattison Group, 2019, ISBN 978-1-912286-81-2.

L'edizione principale è in lingua inglese, ma il libro è stato tradotto in 37 lingue diverse (le ultime lingue aggiunte sono arabo e ungherese, presenti nel libro dal 2007): arabo, azero, bulgaro, cinese, croato, ceco, danese, olandese, estone, figiano, filippino, finlandese, francese, tedesco, greco, ebraico, ungherese, islandese, italiano, giapponese, coreano, lettone, lituano, norvegese, persiano, polacco, portoghese, rumeno, russo, slovacco, sloveno, spagnolo, svedese, tamil e turco.
L’edizione italiana è curata dalla Adriano Salani Editore.

## Programma televisivo
Il libro ha anche una variante televisiva: in ben 35 paesi sono stati creati programmi ispirati a esso.
In Italia Lo show dei record è in onda dal 2006 e al 2025 conta 11 edizioni.
| Nome programma              | Conduzione     | Anno | Rete Televisiva |
| --------------------------- | -------------- | ---- | --------------- |
| Lo show dei record (pilota) | Barbara D'Urso | 2006 | Canale 5        |
| Lo show dei record          | Barbara D'Urso | 2008 | Canale 5        |
| Lo show dei record          | Barbara D'Urso | 2009 | Canale 5        |
| Lo show dei record          | Paola Perego   | 2010 | Canale 5        |
| Lo show dei record          | Gerry Scotti   | 2011 | Canale 5        |
| Lo show dei record          | Teo Mammuccari | 2012 | Canale 5        |
| Lo show dei record          | Gerry Scotti   | 2015 | Canale 5        |
| La notte dei record         | Enrico Papi    | 2018 | TV8             |
| Lo show dei record          | Gerry Scotti   | 2022 | Canale 5        |
| Lo show dei record          | Gerry Scotti   | 2023 | Canale 5        |
| Lo show dei record          | Gerry Scotti   | 2024 | Canale 5        |
| Lo show dei record          | Gerry Scotti   | 2025 | Canale 5        |

## Videogioco
Nel 2008 è uscito il videogioco ufficiale chiamato Guinness World Record - Il videogioco per Wii, Nintendo DS, PlayStation 3 e iPhone e Android.